# Fremde Haut
Fremde Haut ist ein deutscher Spielfilm, der 2005 von der Filmregisseurin Angelina Maccarone inszeniert wurde. Der englische Titel des Films lautet Unveiled. Er hatte seine Uraufführung im Wettbewerb des Internationalen Filmfestival Karlovy Vary am 4. Juli 2005 und wurde am 6. April 2008 erstmals im deutschen Fernsehen ausgestrahlt. Im Jahr 2023 wurde der Film digital restauriert und durch den Filmverleih Salzgeber im November 2024 wiederveröffentlicht.

## Handlung
Der in Teheran, Iran, lebenden Dolmetscherin Fariba Tabrizi droht in ihrem Heimatland wegen ihrer homosexuellen Handlungen die Todesstrafe. Bei ihrer Flucht nach Deutschland wird sie am Flughafen Stuttgart während der Passkontrolle festgenommen. Bei einer Anhörung traut sie sich nicht, den wahren Grund für ihr Asylgesuch Homosexualität im Iran zu nennen. Nach einigem Zögern führt sie stattdessen politische Gründe an. Nachdem sich dies als eine Lüge herausgestellt hat, schenkt man ihren Aufklärungsversuchen keinen Glauben mehr und ihr Asylgesuch wird abgelehnt.
Ein anderer iranischer Flüchtling, Siamak Mustafa, begeht währenddessen aus Verzweiflung Selbstmord im Asylbewerberwohnheim am Flughafen. Fariba nimmt daraufhin (auch äußerlich) seine Identität an und erhält von den deutschen Behörden dessen Ausweispapiere, die eine begrenzte Aufenthaltserlaubnis in Deutschland gewähren.
Deutschland kennt Fariba bisher nur aus ihrer Arbeit als Übersetzerin. Sie wird als Asylbewerber unter ihrer falschen Identität als Siamak Mustafa von den deutschen Behörden ins baden-württembergische Sielmingen im Landkreis Esslingen gebracht. Der Kontrast zwischen diesem ländlich geprägten Ort und der iranischen Hauptstadt Teheran könnte für Fariba nicht größer sein.
Ihren Landkreis darf sie als Asylbewerber nicht verlassen. Fariba/Siamak versucht daher an gefälschte Papiere zu gelangen, um wieder eine Identität als Frau annehmen zu können, wozu sie aber größere finanzielle Mittel benötigt. Mit Hilfe des im Asylbewerberwohnheim lebenden Gasmut erhält sie die Möglichkeit, schwarz in einer nahegelegenen Sauerkrautfabrik zu arbeiten. Dort trifft sie auch auf ihre Arbeitskollegin Anne, die ohne Mann, aber zusammen mit ihrem Sohn in der ländlichen schwäbischen Gegend wohnt.
Anne fühlt sich zu dem zurückhaltenden, stillen Ausländer Siamak hingezogen, beginnt eine Freundschaft mit ihm und ist bereit für mehr. Dieses Verhalten Annes erzeugt jedoch Ablehnung und sogar Eifersucht bei deren deutschen Arbeitskollegen.
Von den deutschen Behörden wird Fariba/Siamak mitgeteilt, dass im Iran keine Gefahr mehr für ihn bestehe und er daher innerhalb von 14 Tagen aus Deutschland ausreisen muss. In ihrer Not wendet sich Fariba an Anne und legt ihre Identität als Frau sowie die wahren Gründe ihrer Verfolgung offen. Gemeinsam stehlen Anne und Fariba ein Luxusauto, um mit dem Verkaufserlös Faribas falsche Ausweispapiere bezahlen zu können. Annes starke Zuneigung zu Fariba wird durch deren Coming Out als Frau und Lesbe nicht erschüttert.
Während Fariba nun in Frauenkleidung in Annes Wohnung am Tisch sitzt, kehren ihre männlichen Arbeitskollegen unerwartet mit Annes Sohn vom Zelten zurück. Faribas/Siamaks Geheimnis wird so entdeckt und beide Frauen werden von den stark verärgerten Männern bedroht. Annes kleiner Sohn ruft die Polizei, die die gefälschten Ausweispapiere entdeckt und Fariba in Abschiebehaft nimmt.
Mit ihrer neuen weiblichen Identität wird Fariba per Flugzeug in den Iran abgeschoben. Sie vernichtet auf der Flugzeugtoilette ihre Ausweispapiere und nimmt somit wiederum die Identität des männlichen Siamak Mustafa an.

## Produktion

### Produktion und Förderungen
Fremde Haut erhielt zwar Förderungen von verschiedenen deutschen und österreichischen Filmförderanstalten, entstand aber ungewöhnlicherweise ohne jegliche Beteiligung deutscher TV-Sender, die üblicherweise den Großteil der deutschen Filmbudgets finanzieren. Produzentin Ulrike Zimmermann (MMM Film Zimmermann) bekam als Antwort für die Ablehnung von Produktionsbeteiligungen immer zu hören, dass eine deutsche Identifikationsfigur im Film fehle.

### Veröffentlichung
Der Film hatte eine Voraufführung bei den Internationalen Filmfestspielen von Cannes im Mai 2005 im Rahmen des Filmmarkts in der Reihe New German Films. Die Uraufführung fand beim Internationalen Filmfestival Karlovy Vary im Wettbewerb am 4. Juli 2005 statt. Die deutsche Erstaufführung war am 24. September 2005 beim Filmfest Hamburg und der Kinostart am 20. Oktober 2005. Im deutschen Fernsehen wurde Fremde Haut erstmals am 6. April 2008 ausgestrahlt (ARD).
Der Film wurde im Rahmen des Förderprogramms Filmerbe im Jahr 2023 digital restauriert. Die Wiederveröffentlichung durch den Filmverleih Salzgeber fand im November 2024 statt.

## Hintergrund
Der Film behandelt Probleme der Homosexualität im Iran, der Immigration und des Asylrechtes. Die Idee zum Film stammt von Angelina Maccarone und der Kamerafrau Judith Kaufmann, beide arbeiteten bereits seit 1998 zusammen am Drehbuch. Der Arbeitstitel lautete In Orbit. Diese Bezeichnung wird von der UNO offiziell für Asylsuchende verwendet, die sich in einer Umlaufbahn um die Erde befinden, weil sie sich nirgendwo legal aufhalten dürfen.
Autorin und Regisseurin Angelina Maccarone ist in ihrem Film auch musikalisch zu hören, und zwar während des Abspanns. Der von ihr getextete Song lautet Point of No Return und wird während des Abspanns von ihr in deutscher Sprache gesungen (während des Films ist der Song außerdem im Hintergrund auf Englisch zu hören).
Hauptdarstellerin Jasmin Tabatabai, die u. a. zusammen mit Navid Akhavan auch für die persischen Übersetzungen zuständig war, musste sich für die männliche Rolle als Siamak nahezu ihre gesamten Haare abschneiden lassen. Die entsprechende Szene ist in der Begleitdokumentation auf der DVD zu sehen.
Der Spielfilm wurde teilweise in einer tatsächlichen Sauerkrautfabrik im baden-württembergischen Ehningen gedreht.
Im Herbst 2007 sorgte in Berlin ein Fall für Schlagzeilen, der der Handlung in Fremde Haut ähnelt. Eine junge lesbische Iranerin flüchtete aus ihrem Heimatland nach Deutschland, weil ihr im Iran wegen ihrer sexuellen Orientierung die Todesstrafe drohte. Seit der Islamischen Revolution 1979 gilt das Scharia-Gesetz im Iran und homosexuelle Praktiken sind deswegen strengstens verboten und strafbar.

## Kritik
Im Rahmen der Wiederveröffentlichung der digital restaurierten Fassung 2024 stellt Arabella Wintermayr besonders den Aspekt der doppelten Unsichtbarkeit queerer Geflüchteter Personen heraus, der in Fremde Haut verhandelt wird: „In dieser schmerzhaften Dichotomie erhebt sich Fariba zur kämpferischen Ikone eines Films, der bei seinem Erscheinen ohne Vergleich in der deutschen Kinolandschaft war, und selbst in der Gegenwart noch durch seine Progressivität überrascht.“
Gesine Grassel schreibt in KinoZeit, dass sie in dem Spielfilm gleichzeitig eine leidenschaftliche Liebe und ein politisches Drama sieht, das die deutsche Wirklichkeit zeigt: „Die ruhig komponierte Geschichte lädt zum Lachen und Weinen ein – manchmal sogar beides gleichzeitig.“
Thorsten Funke hebt in critic.de hervor, dass der Film sein Stärken in den kleinen Szenen, wie in Milieustudien der Welt in den Asylbewerberheimen entfaltet.

„Eine der Dramaturgie des Fernsehspiel verpflichte Geschichte, die ihre hoch aktuelle Flüchtlingsthematik durch eine Vielzahl von Nebensträngen überfrachtet. Atmosphärisch dichte Bilder und das überzeugende Spiel der Hauptdarstellerin entschädigen allerdings für manche Schwäche.“

## Titel
Laut Regisseurin ist der Titel des Filmes zweideutig: „Fremde Haut“ bezeichne die Übernahme einer fremden Identität und gleichzeitig die erotische Beziehung zu einer anderen Person. Der englische Titel Unveiled stehe für das Kopftuch, das Fariba in Deutschland nicht mehr tragen muss, und die neue Art Verschleierung, die sie mit der männlichen Zweitidentität vornimmt.

## Auszeichnungen
- Am 4. Juli 2005 feierte der Film beim Internationalen Filmfestival Karlovy Vary seine Weltpremiere und lief dort im Wettbewerb. Die Regisseurin Angelina Maccarone wurde für den Crystal Globe nominiert.

- Im Oktober 2005 wurde der Film mit dem Hessischen Filmpreis in der Kategorie Feature Film (Spielfilm) ausgezeichnet.

- Ebenfalls im Oktober 2005 erhielt Fremde Haut den Preis als bester Spielfilm auf dem Seattle Filmfestival[20] und im November 2005 den Großen Preis der Jury auf dem Image Nation Filmfestival in kanadischen Montreal[21]

- 2005 wurde Bettina Böhler für den Schnitt-Preis Film+ nominiert.

- 2006 erhielt Jasmin Tabatabai beim Deutschen Filmpreis eine Nominierung als Beste Hauptdarstellerin.[22]

- Im April 2006 wurde MMM Film Zimmermann auf dem internationalen Filmfestival in Zypern für den besten Film mit dem Golden Aphrodite Award ausgezeichnet. Angelina Maccarone erhielt den Preis als beste Regisseurin, Jasmin Tabatabai wurde als beste Schauspielerin in einem Kinofilm ausgezeichnet.[23][24]